# Villa Godi Malinverni

Plan et dessin de la villa par Palladio, extraits des Quatre Livres de l'architecture.

La villa Godi Malinverni est une villa veneta, sise à Lugo di Vicenza.
C'est la première des villas construites par Andrea Palladio. Elle a été construite entre 1537 et 1542.

« À Lonedo, dans la région de Vincence, se trouve le bâtiment suivant de Monsieur Girolamo de' Godi. Il se dresse sur une colline à la vue admirable et au bord d'une rivière qui coule là et sert à la pêche. »

— Paroles d'introduction relatives à la description de cette villa par l'architecte, dans Les Quatre Livres de l'architecture, son livre sur la théorie de l'architecture.

## Historique
On situe l'achèvement de la construction de l'édifice, une commande des frères Girolamo, Pietro et Marcantonio Godi, vers 1540.
Cette villa, ainsi que vingt-trois autres et le centre historique de la ville de Vicence sont inscrits sur la liste du patrimoine mondial de l'UNESCO.

## Description
Les caractéristiques de la villa sont l'absence d'ornement, généralement associée à la période mature de Palladio et les proportions symétriques de la façade. Deux avant-corps corniers et massifs sont de part et d'autre de la partie centrale, beaucoup plus petite et en retrait, laquelle comprend la loggia et le salon, puis, de chaque côté de cet axe central, se trouvent deux appartements. Côté cuisine, la villa est à la pointe des innovations de l'époque : elle est dotée de fourneaux à quatre feux, d'eau courante et d'un four à pain. Les intérieurs sont décorés de fresques de Gualtiero Padovano. Cette première villa palladienne montre qu'Andrea Palladio n'a pas encore pris ses marques dans le domaine architectural. En effet, cet édifice est une très nette reprise de son maître Trissino lorsqu'il était maître d'œuvre pour la villa Cricoli.
La villa Godi a une architecture lourde semblable a un fort romain. Palladio n'a pas encore imaginé, dans ce premier édifice,  la symbiose entre la nature et l'architecture.
Cette villa a servi de décor pour le film de Luchino Visconti "Senso" (1954).

## Visite, musée
La villa et le parc sont ouverts aux visiteurs chaque après-midi. La villa accueille également un musée archéologique qui présente une centaine de fossiles de plantes et d'animaux de la région.

## Images

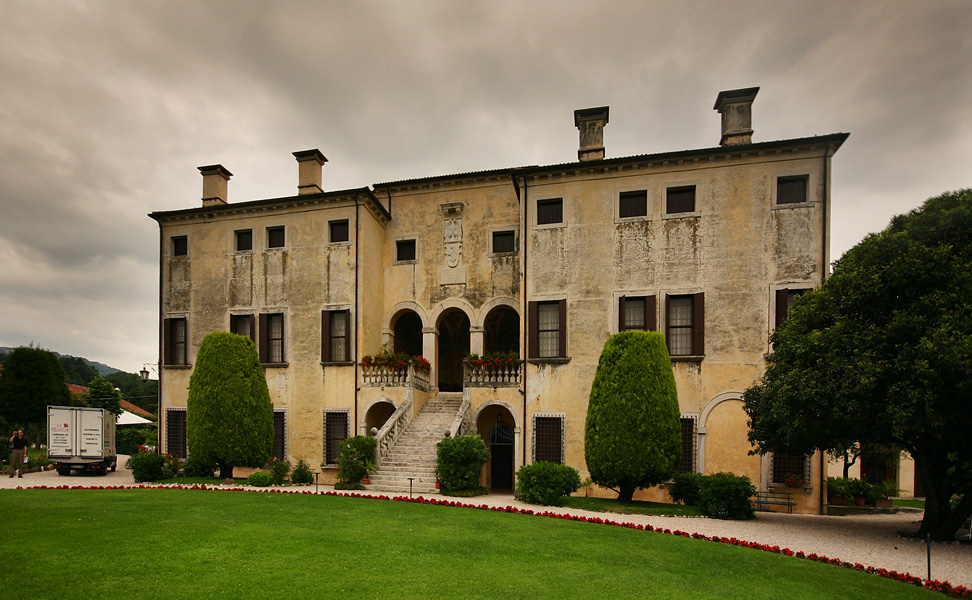
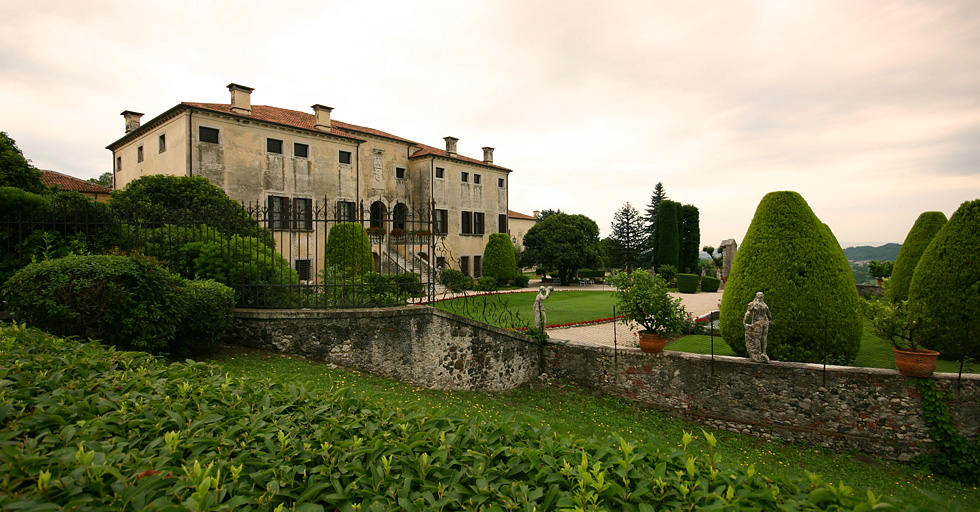
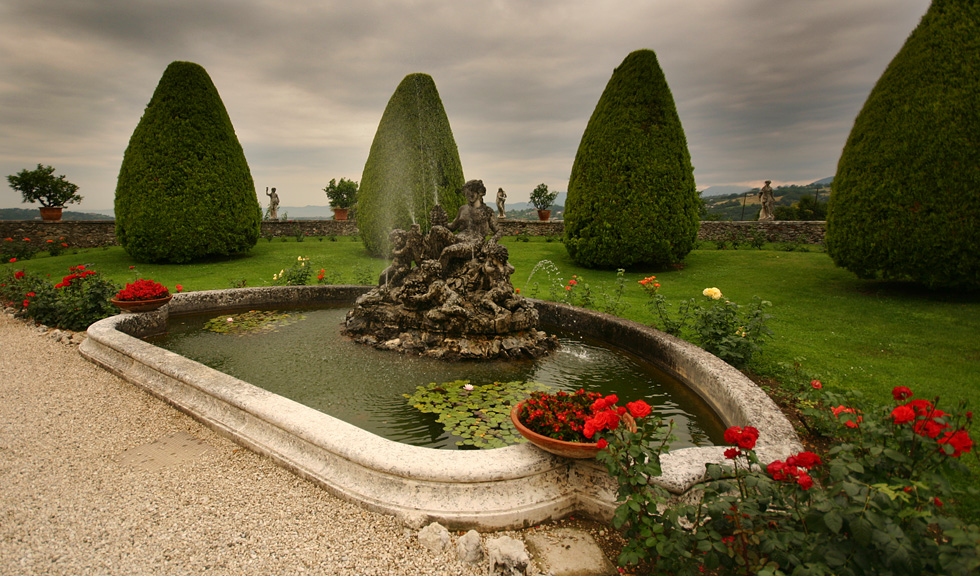
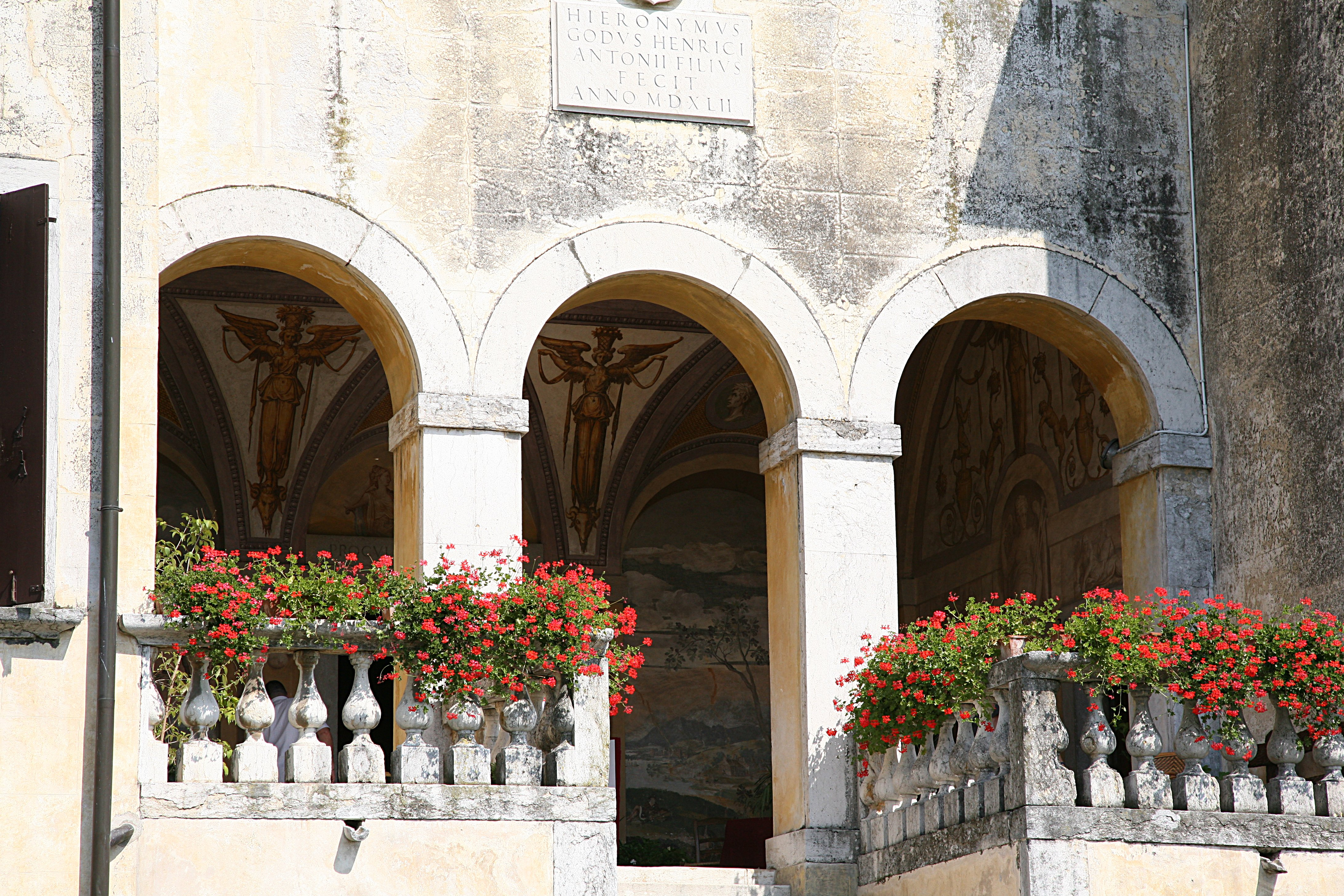
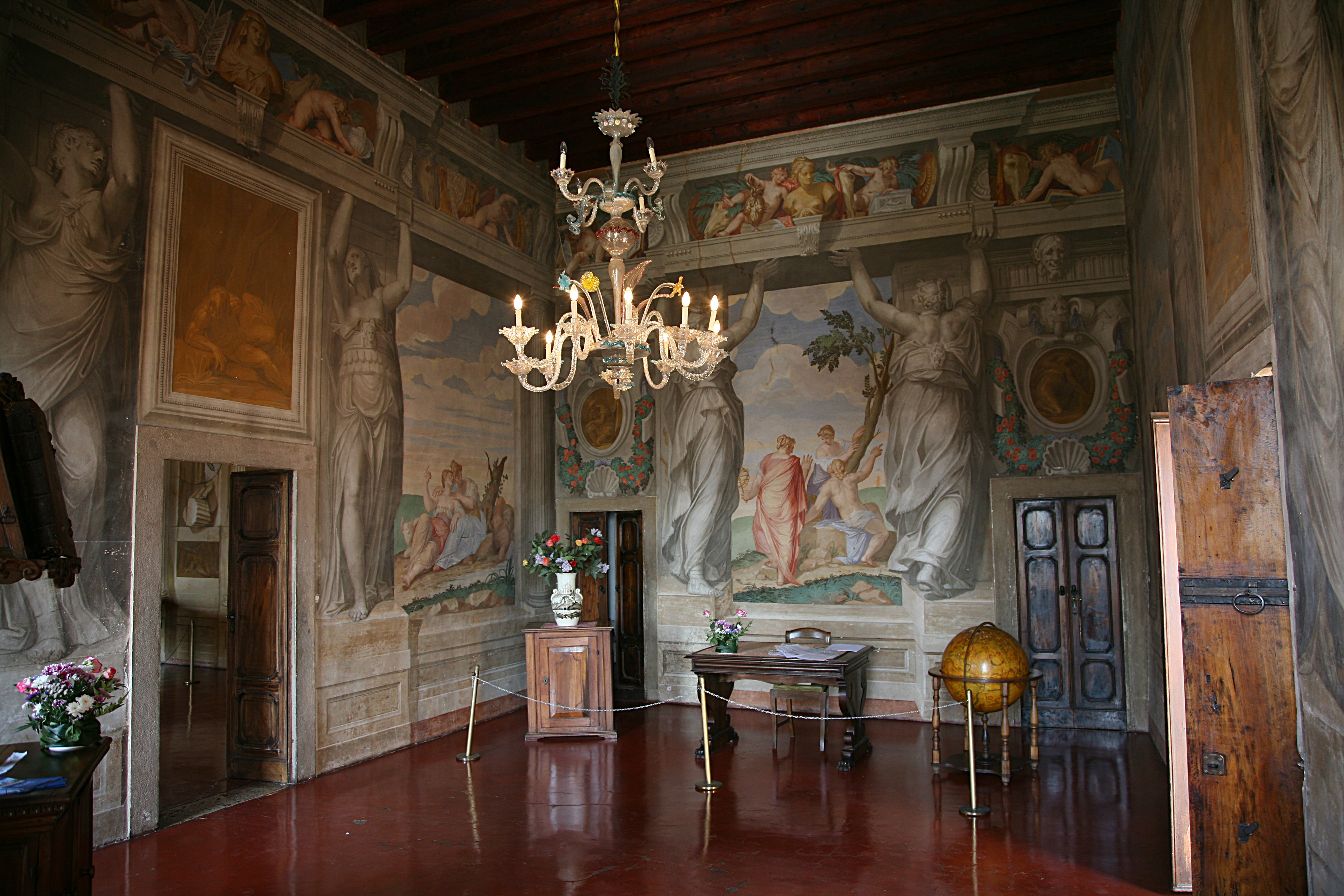
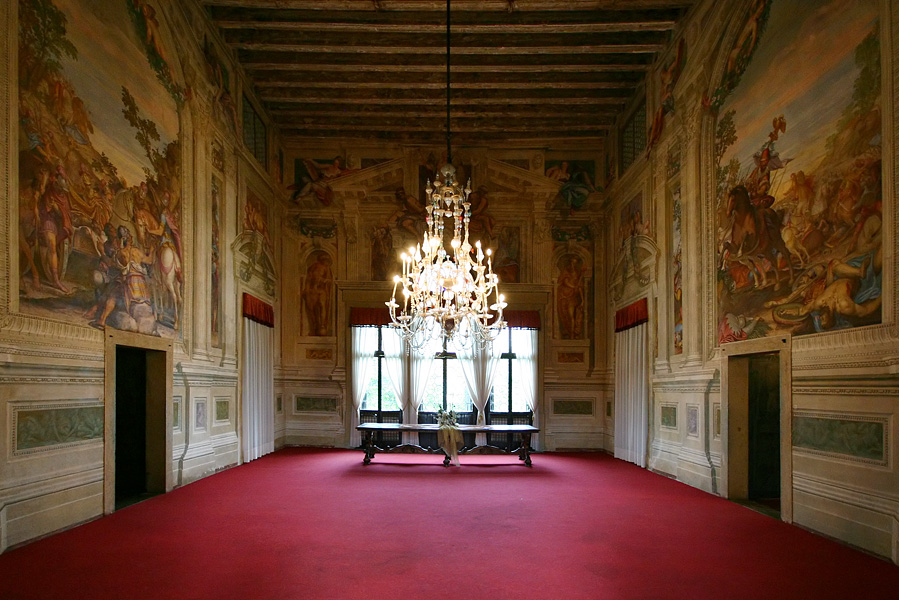
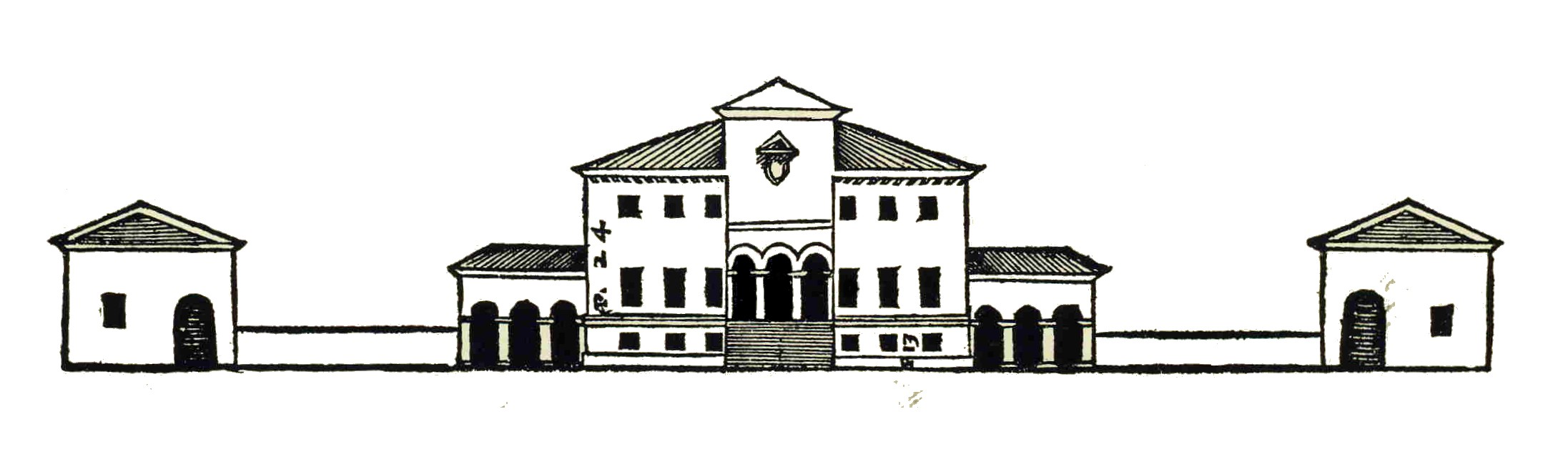